# ジミー・クルート
ジミー・クルート（Jimmy Crute、1996年3月4日 - ）は、オーストラリアの男性総合格闘家。ニューサウスウェールズ州シングルトン出身。ステューウィーズハウス・オブ・BJJ・レジリエンス・トレーニングセンター所属。ジム・クルートとも表記される。

## 来歴
4歳から空手、8歳から柔道、11歳からブラジリアン柔術を始め、12歳から本格的に総合格闘技のトレーニングを開始した。

### 総合格闘技
2016年、19歳でプロ総合格闘技デビュー。オーストラリアのローカル団体で7戦7勝の戦績を残す。
2018年7月24日、Dana White's Contender Series 14でクリス・ビルヒラーと対戦し、左フックで1RTKO勝ち。この勝利により、UFCとの契約権を獲得した。

### UFC
2018年12月2日、UFC初参戦となったUFC Fight Night: dos Santos vs. Tuivasaでポール・クレイグと対戦し、キムラロックで3R一本勝ち。
2019年9月14日、UFC Fight Night: Cowboy vs. Gaethjeでライトヘビー級ランキング15位のミシャ・サークノフと対戦し、ペルビアンネクタイで1R一本負け。キャリア初黒星となった。
2020年2月23日、UFC Fight Night: Felder vs. Hookerでミハル・オレクシェイチュクと対戦し、キムラロックで1R一本勝ち。パフォーマンス・オブ・ザ・ナイトを受賞した。
2020年10月18日、UFC Fight Night: Ortega vs. The Korean Zombieでモデスタス・ブカウスカスと対戦し、左フックで1RKO勝ち。2試合連続のパフォーマンス・オブ・ザ・ナイトを受賞した。
2021年4月24日、UFC 261でライトヘビー級ランキング6位のアンソニー・スミスと対戦し、1R終了時に左脚の負傷によるドクターストップでTKO負け。
2021年12月4日、UFC on ESPN: Font vs. Aldoでライトヘビー級ランキング14位のジャマール・ヒルと対戦し、右フックで開始48秒のKO負け。自身初の連敗を喫した。

## 戦績
| 総合格闘技 戦績 | 総合格闘技 戦績 | 総合格闘技 戦績 | 総合格闘技 戦績 | 総合格闘技 戦績 | 総合格闘技 戦績 | 総合格闘技 戦績 |
| --------------- | --------------- | --------------- | --------------- | --------------- | --------------- | --------------- |
| 19 試合         | (T)KO           | 一本            | 判定            | その他          | 引き分け        | 無効試合        |
| 13 勝           | 5               | 5               | 3               | 0               | 2               | 0               |
| 4 敗            | 2               | 2               | 0               | 0               | 2               | 0               |

| 勝敗 | 対戦相手                   | 試合結果                        | 大会名                                                             | 開催年月日     |
| ○    | マルチン・プラフニオ       | 1R 4:41 腕ひしぎ十字固め        | UFC 318: Holloway vs. Poirier 3                                    | 2025年7月19日  |
| △    | ホドルフォ・ベラト         | 5分3R終了 判定1-0               | UFC 312: du Plessis vs. Strickland 2                               | 2025年2月8日   |
| ×    | アロンゾ・メニフィールド   | 2R 1:55 ギロチンチョーク        | UFC 290: Volkanovski vs. Rodríguez                                 | 2023年7月9日   |
| △    | アロンゾ・メニフィールド   | 5分3R終了 判定1-0               | UFC 284: Makhachev vs. Volkanovski                                 | 2023年2月11日  |
| ×    | ジャマール・ヒル           | 1R 0:48 KO（右フック→パウンド） | UFC on ESPN 31: Font vs. Aldo                                      | 2021年12月4日  |
| ×    | アンソニー・スミス         | 1R 5:00 TKO（ドクターストップ） | UFC 261: Usman vs. Masvidal 2                                      | 2021年4月24日  |
| ○    | モデスタス・ブカウスカス   | 1R 2:01 KO（左フック）          | UFC Fight Night: Ortega vs. The Korean Zombie                      | 2020年10月18日 |
| ○    | ミハル・オレクシェイチュク | 1R 3:29 キムラロック            | UFC Fight Night: Felder vs. Hooker                                 | 2020年2月23日  |
| ×    | ミシャ・サークノフ         | 1R 3:38 ペルビアンネクタイ      | UFC Fight Night: Cowboy vs. Gaethje                                | 2019年9月14日  |
| ○    | サム・アルヴィー           | 1R 2:49 TKO（パウンド）         | UFC 234: Adesanya vs. Silva                                        | 2019年2月10日  |
| ○    | ポール・クレイグ           | 3R 4:51 キムラロック            | UFC Fight Night: dos Santos vs. Tuivasa                            | 2018年12月2日  |
| ○    | クリス・ビルヒラー         | 1R 4:23 TKO（左フック）         | Dana White's Contender Series 14                                   | 2018年7月24日  |
| ○    | キム・ドゥファン           | 5分5R終了 判定3-0               | Hex Fight Series 13 【HexFightSeriesライトヘビー級タイトルマッチ】 | 2018年3月23日  |
| ○    | スティーブン・ワービー     | 5分5R終了 判定3-0               | Hex Fight Series 12 【HexFightSeriesライトヘビー級タイトルマッチ】 | 2017年11月24日 |
| ○    | ベン・ケレハー             | 1R 1:23 肩固め                  | Hex Fight Series 9 【HexFightSeriesライトヘビー級タイトルマッチ】  | 2017年6月23日  |
| ○    | ネイサン・レディ           | 1R 4:59 TKO（右フック）         | Hex Fight Series 8                                                 | 2017年3月31日  |
| ○    | マット・エランド           | 1R 2:55 TKO（パウンド）         | Hex Fight Series 7                                                 | 2016年12月2日  |
| ○    | マイク・ターナー           | 5分3R終了 判定3-0               | Hex Fight Series 6                                                 | 2016年6月24日  |
| ○    | ベン・ケレハー             | 1R 4:01 腕ひしぎ十字固め        | Hex Fight Series 5                                                 | 2016年2月20日  |

## 獲得タイトル
- Hex Fight Seriesライトヘビー級王座

## 表彰
- UFCパフォーマンス・オブ・ザ・ナイト（2回）